# Đèo Mũi Né
Đèo Mũi Né là đèo trên Quốc lộ 1 ở thị trấn Phú Lộc huyện Phú Lộc thành phố Huế, Việt Nam .
Đèo Mũi Né ở cách thị trấn Phú Lộc cỡ 3 km hướng tây bắc. Trên đèo Mũi Né hiện nay đường bộ QL.1 và đường sắt Bắc - Nam đặt cạnh nhau với điểm giao cắt ở quá đỉnh đèo về phía nam.
Đèo ở phía tây của đồi Mũi Né. Bên phía đông của đồi là mũi Né, mũi đất nhô ra vùng nước của đầm Cầu Hai.
Mũi Né và dải đất ven đầm Cầu Hai là thắng cảnh đẹp của vùng Phú Lộc. Tuy nhiên vùng đường đèo hiểm trở và thường xảy ra tai nạn giao thông.
Vùng đèo cũng từng xảy ra tranh chấp về đất đai, khi các dự án nghỉ dưỡng phát triển tràn lan đã bịt kín đường đi của người dân chăm sóc rừng, hoặc lối ra biển cho các du khách.